# Craig Owens (critico d'arte)
Craig Owens (1950 – Chicago, 1990) è stato un critico d'arte e storico dell'arte statunitense.

## Biografia
Craig Owens fu redattore della rivista Art in America e ha collaborato per altre riviste di arte e critica d'arte come Skyline e October. Fu anche professore alla Yale University e al Barnard College. Ha scritto diversi saggi su argomenti come la  fotografia, femminismo, gay politica, arte e mercato, e psicoanalisi. Ha scritto anche numerosi saggi su artisti contemporanei come Allan McCollum, William Wegman, e Barbara Kruger.
Fra i più importanti saggi di Ownes è The Allegorical Impulse: Toward a Theory of Postmodernism, un articolo in die parti che esplora gli aspetti allegorici dell'arte contemporanea. Le due parti furono pubblicate nella rivista October nella primavera e estate del 1980 and Summer 1980. Nella prima parte Owen sostiene che, "L'immaginario allegorico è un immaginario appropriato" (Owens, p54) e distingue un impulso allegorico in atto nella appropriation art di artisti come Sherrie Levine. Con riferimenti a Walter Benjamin nell'Origine del dramma tedesco. Questi impulsi possono essere visti rispettivamente nell'arte  site-specific art, nel fotomontaggio e l'arte che segue una progressione matematica (per esempio Sol LeWitt). (Owens, p55-57). Nella seconda parte prende in considerazione l'opera di Laurie Anderson, Robert Rauschenberg e Cindy Sherman.
Morì di AIDS il 4 luglio, 1990 a Chicago.

## Opere
The Allegorical Impulse: Toward a Theory of Postmodernism, in October, Vol. 12, (estate, 1980), pp. 67-86, MIT Press.
Beyond Recognition: Representation, Power, And Culture, University of California Press, 1992.